# Carl Nicholas Reeves
Pour les articles homonymes, voir Reeves.
Cet article concerne l'égyptologue anglais. Pour l'artiste et chercheur québécois, voir Nicolas Reeves (scientifique).
Carl Nicholas Reeves est un archéologue-égyptologue anglais né le 28 septembre 1956, fils du photographe Arthur Raymond Reeves et d'Elizabeth Reeves.
Après des études d'histoire à l'University College de Londres, Nicholas Reeves a obtenu son doctorat en égyptologie à l'université de Durham.
Il travaille au département des antiquités égyptiennes du British Museum et exerce les fonctions de consultant en égyptologie auprès du Musée Freud de Londres, du Myers museum du collège d'Eaton, et de l'actuel comte de Carnavon en son château de Highclere.

## KV64
Mi-août 2006, il annonce la découverte d’une nouvelle tombe dans la vallée des Rois. Il s’agirait d’une découverte effectuée à l’aide d’une étude radar, située tout près de la tombe de Toutânkhamon et nommée provisoirement KV64.
Nicholas Reeves déclare que son équipe avait déjà repéré la KV63 lors de l'étude radar en 2000 : « En raison du puissant intérêt suscité par la KV63 [...] j'ai conclu que la meilleure option était non seulement de révéler l'existence apparente de cette deuxième tombe (KV64), mais aussi son exacte localisation. »

## KV62 (tombeau de Toutânkhamon)
Selon Nicholas Reeves - qui a lancé cette théorie début 2015 après examen des scans du tombeau - la tombe de Toutânkhamon serait en fait celle de Néfertiti, demeurée elle-même inviolée, et dont la partie la plus proche de l'entrée aurait été réutilisée pour y placer la dépouille de Toutânkhamon après son décès prématuré, dix années environ après la mort de Néfertiti.
Le 28 novembre 2015, le ministre égyptien des Antiquités, Mamdouh Mohamed Eldamaty, a annoncé que des recherches, menées par l'expert japonais Hirokatsu Watanabe au moyen d'un radar, indiquent « une probabilité de 90 % »  qu'il existe une pièce secrète au-delà du mur Nord du tombeau de Toutânkhamon.

## Publications
- (en) On the Miniature Mask from the Tut'ankhamun Embalming Cache, no 8, p. 81-83, BSEG, Genève, 1983.
- (en) Two Architectural Drawings from the Valley of the Kings, no 61, p. 43-49, CdE, Bruxelles, 1986.
- Toutânkhamon ; le roi, la tombe, le trésor royal, Thames and Hudson Ltd, London, 1990, Éd. Belfond, Paris, 1991,  (ISBN 2-7144-2697-2)
- Toutankhamon. Vie, mort et découverte d'un pharaon, (traduit de l'anglais), Éditions Errance, 2003  (ISBN 2-87772-248-1)
- (en) Echnaton, valse profeet en gewelddadige farao,  (ISBN 90-4390-235-7)
- (en) The Tomb of Queen Tìyi, The Discovery of the Tomb, KMT Communications, San Francisco, 1990.
- (en) Valley of the Kings, The Decline of a Royal Necropolis, Kegan Paul International, London, 1990.
- (en) Avec J.R. Harris, « Akhenaten and Nefernefruaten in the Tomb of Tut'ankhamun », p. 55-72, After Tut'ankhamun. Research and Excavation in the Royal Necropolis at Thebes, Kegan Paul International, London, 1992.
- (en) « Introduction », in After Tut'ankhamun. Research and Excavation in the Royal Necropolis at Thebes, Kegan International, London, 1992.
- (en) Avec R.H. Wilkinson, The Complete Valley of the Kings, Tombs and Treasures of Egypt's Greatest Pharaohs, Thames and Hudson, London, 1996.
- (en) Avec E. Goring et J. Ruffle, Chief of seers, Kegan Paul International, London, New York, 1997.
- Les grandes découvertes de L'Égypte ancienne, Monaco, 2001.
- (en) Akhenaten. Egypt's False Prophet, New York, 2001.